# Уполокша (дачный посёлок)
Уполокша — упразднённый в 1999 году населённый пункт в Ковдорском районе Мурманской области России.

## География
Расположен на северном берегу губы Уполокша озера Бабинская Имандра, в 16 км от посёлка Пиренга (Городской округ Полярные Зори).

### Климат
Относится к районам Крайнего Севера. Климат умеренно-холодный, с продолжительной зимой и прохладным дождливым летом. Средние температуры в январе и феврале составляют −13-15 градусов, июля +14, абсолютный минимум температур −53 градуса, максимум +33. Снежный покров глубокий, снег лежит более 200 дней в году.

## Топоним
Уполакша, Уполокша восходит к саамскому слову упп, уппо, умб, умпи, означающий «закрытый».

## История
Возник в середине 1920-х в составе Экостровского сельсовета Кольско-Лопарской волости, с 1927 — Кольско-Лопарского района; с 1930 — в составе Ёна-Бабинского сельсовета Кольско-Лопарского района, с февраля 1935 — Кировского района; с декабря 1935 — центр Ёна-Бабинского сельсовета Кировского района; с апреля 1941 — в составе Ёнского сельсовета Кировского района, с 1954 — пригородной зоны г. Кировска, с 1966 — пригородной зоны г. Апатиты, с ноября 1979 — в составе Ковдорского района.
Снят с учёта 3 ноября 1999 года согласно Закону Мурманской области от 03 ноября 1999 года № 162-01-ЗМО «Об упразднении некоторых населённых пунктов Мурманской области».
С 2000-х — дачный посёлок, посещается сезонно.

## Население
Численность населения достигала до 300 человек (6 — в 1926, 298 — в 1938).

## Инфраструктура
Дачи. Действует железнодорожная станция Уполокша.
С 1936 — лесозаготовительный пункт Зашейковского лесокомбината.

## Транспорт
Доступен водным и железнодорожным транспортом.